# Ooencyrtus lacteiclavus
Ooencyrtus lacteiclavus är en stekelart som beskrevs av Girault 1932. Ooencyrtus lacteiclavus ingår i släktet Ooencyrtus och familjen sköldlussteklar. Inga underarter finns listade i Catalogue of Life.